# Sugar Ray Robinson Award
Der Sugar Ray Robinson Award ist eine Preisvergabe von der Boxing Writers Association of America (BWAA) für den Weltboxer des Jahres und den Boxer des Jahrzehnts. Sie wurde im Jahr 1938 von dem Sportjournalisten und Kriegsberichterstatter Edward J. Neil ins Leben gerufen und nach ihm benannt (Edward J. Neil Trophy). Erst im Jahr 2009 wurde sie nach der Boxlegende Sugar Ray Robinson umbenannt.
Seit dem Gründungsjahr zeichnet die BWAA jährlich den Weltboxer des Jahres aus. Der Preis für den Boxer des Jahrzehnts wird erst seit 1999 vergeben.
1975 wurden mit Muhammad Ali und Joe Frazier zwei und 1976 mit Howard Davis, Leo Randolph, Sugar Ray Leonard und den Spinks-Brüdern (Leon und Michael Spinks) fünf Boxer zum Boxer des Jahres gekürt.

## 1930er Jahre
- 1938 –  Jack Dempsey
- 1939 –  Billy Conn

## 1940er Jahre
- 1940 –  Henry Armstrong
- 1941 –  Joe Louis
- 1942 –  Barney Ross
- 1943 –  Boxers of the Armed Forces
- 1944 –  Benny Leonard
- 1945 –  James J. Walker
- 1946 –  Tony Zale
- 1947 –  Gus Lesnevich
- 1948 –  Ike Williams
- 1949 –  Ezzard Charles

## 1950er Jahre
- 1950 –  Sugar Ray Robinson
- 1951 –  Jersey Joe Walcott
- 1952 –  Rocky Marciano
- 1953 –  Kid Gavilán
- 1954 –  Bobo Olson
- 1955 –  Carmen Basilio
- 1956 –  Floyd Patterson
- 1957 –  Carmen Basilio (2)
- 1958 –  Archie Moore
- 1959 –  Ingemar Johansson

## 1960er Jahre
- 1960 –  Floyd Patterson (2)
- 1961 –  Gene Fullmer
- 1962 –  Dick Tiger
- 1963 –  Emile Griffith
- 1964 –  Willie Pastrano
- 1965 –  Muhammad Ali
- 1966 –  Dick Tiger (2)
- 1967 –  Carlos Ortiz
- 1968 –  Bob Foster
- 1969 –  Joe Frazier

## 1970er Jahre
- 1970 –  Ken Buchanan
- 1971 –  Joe Frazier (2)
- 1972 –  Carlos Monzón
- 1973 –  George Foreman
- 1974 –  Muhammad Ali (2)
- 1975 –  Muhammad Ali (3),  Joe Frazier (3)
- 1976 –  Howard Davis,  Leo Randolph,  Sugar Ray Leonard,  Leon Spinks,  Michael Spinks
- 1977 –  Ken Norton
- 1978 –  Larry Holmes
- 1979 –  Sugar Ray Leonard (2)

## 1980er Jahre
- 1980 –  Thomas Hearns
- 1981 –  Sugar Ray Leonard (3)
- 1982 –  Aaron Pryor
- 1983 –  Marvin Hagler
- 1984 –  Thomas Hearns (2)
- 1985 –  Marvin Hagler (2)
- 1986 –  Mike Tyson
- 1987 –  Julio César Chávez
- 1988 –  Mike Tyson (2)
- 1989 –  Pernell Whitaker

## 1990er Jahre
- 1990 –  Evander Holyfield
- 1991 –  James Toney
- 1992 –  Riddick Bowe
- 1993 –  Pernell Whitaker (2)
- 1994 –  George Foreman (2)
- 1995 –  Óscar de la Hoya
- 1996 –  Evander Holyfield (2)
- 1997 –  Evander Holyfield (3)
- 1998 –  Shane Mosley
- 1999 –  Lennox Lewis
- Boxer des Jahrzehnts –  Roy Jones junior

## 2000er Jahre
- 2000 –  Félix Trinidad
- 2001 –  Bernard Hopkins
- 2002 –  Vernon Forrest
- 2003 –  James Toney (2)
- 2004 –  Glen Johnson (Boxer)
- 2005 –  Ricky Hatton
- 2006 –  Manny Pacquiao
- 2007 –  Floyd Mayweather Jr.
- 2008 –  Manny Pacquiao (2)
- 2009 –  Manny Pacquiao (3)
- Boxer des Jahrzehnts –  Manny Pacquiao

## 2010er Jahre
- 2010 –  Sergio Martínez
- 2011 –  Andre Ward
- 2012 –  Nonito Donaire
- 2013 –  Floyd Mayweather Jr. (2)
- 2014 –  Terence Crawford
- 2015 –  Floyd Mayweather Jr. (3)
- 2016 –  Carl Frampton
- 2017 –  Vasyl Lomachenko
- 2018 –  Oleksandr Usyk
- 2019 –  Canelo Alvarez
- Boxer des Jahrzehnts –  Floyd Mayweather

## 2020er Jahre
- 2020 –  Teófimo López
- 2021 –  Canelo Alvarez (2)
- 2022 –  Dmitri Biwol